# کنارسبز (خمیر)
مزرعه ی کنار سبز روستای در استان هرمزگان ایران شهرستان خمیر و بخش رویدر است. این روستا در شرق روستای خرزانی است. در حال حاضر در این روستا فقط یک خانوار در حال زندگی کردن هستند. این روستا شامل چشمه و نخیلات است.
آب شرب این روستا از برکه های اطراف روستا تامین می شود.
این روستا فاقد برق است.اگر قصد مسافرت به این روستا را دارید حتماً یک پاور بانک همراه داشته باشید.